# Тинтява
Тинтява (болг. Тинтява) — село в Болгарии. Находится в Кырджалийской области, входит в общину Крумовград. Население составляет 26 человек.

## Политическая ситуация
В местном кметстве Тинтява, в состав которого входит Тинтява, должность кмета (старосты) исполняет Али Халил Тахир (Движение за права и свободы (ДПС)) по результатам выборов правления кметства.
Кмет (мэр) общины Крумовград — Себихан Керим Мехмед (Движение за права и свободы (ДПС)) по результатам выборов в правление общины.